# Владикавказский дендрарий

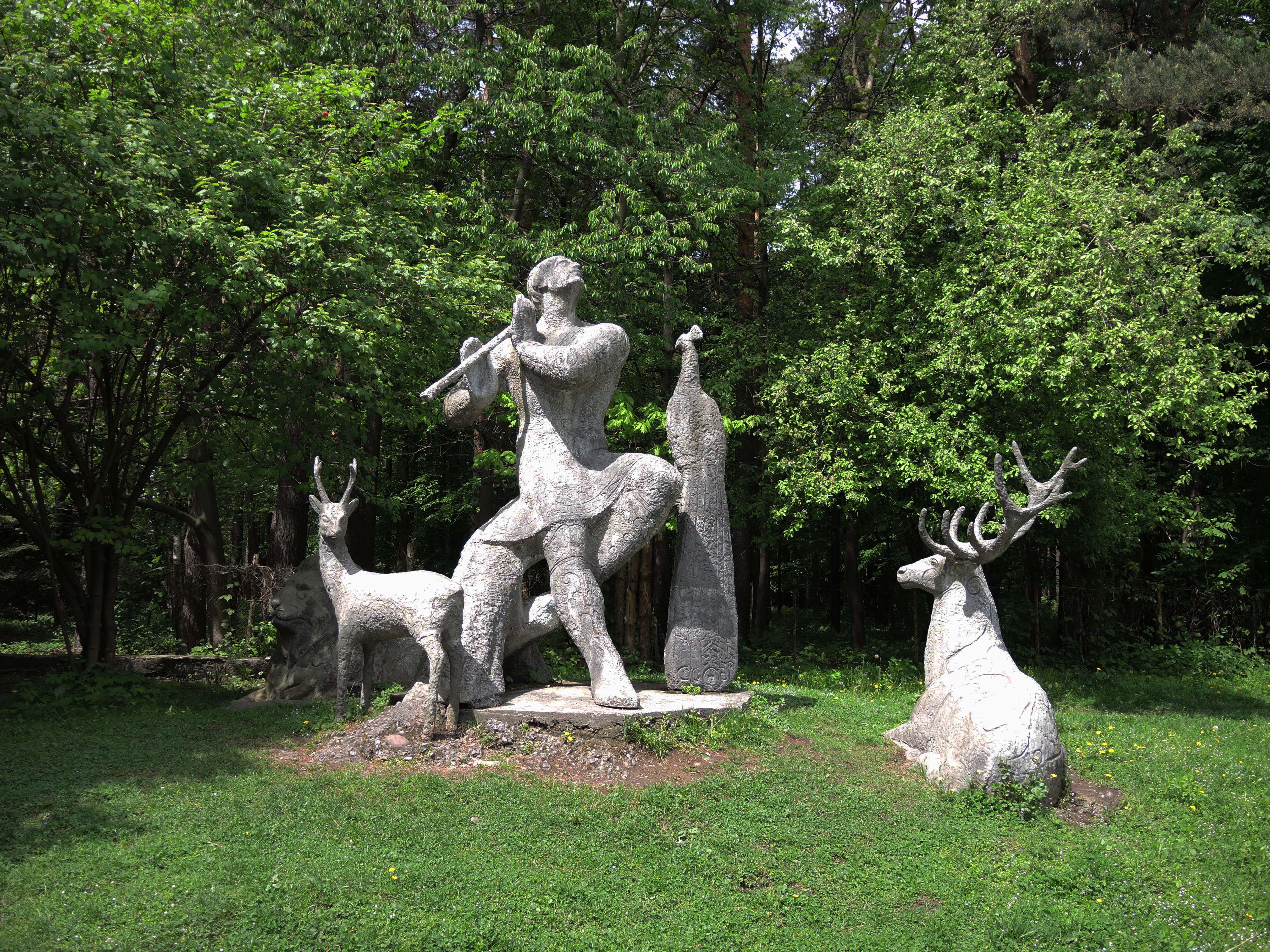
Скульптуры у входа в дендрарий

Владикавказский дендрарий — ботанический памятник природы регионального значения (номер в реестре № 1510150) во Владикавказе.
Находится в ведении Министерства природных ресурсов и экологии Республики Северная Осетия-Алания. Дендрарий обслуживает МКУ "Владикавказский городской лес «Экология».

## Расположение
Расположен в долине Терека, в городских границах на юго-западе от жилых городских районов у подножия Лысой горы на высоте 780—880 метров над уровнем моря. Подразделяется на два участка: восточная часть дендрария ограничена проспектом Коста и Московским шоссе (автомобильная дорога А-161), западная часть ограничена на севере Цветочной улицей, на востоке — Московским шоссе и на юге — посёлком 1-й Редант. Общая площадь — 150,9 га, протяжённость границ земельного участка — 9043 м.
Дендропарк имеет образовательную, досуговую, туристическую и рекреационную ценность.
По статистике среднее количество посещений Дендропарка - около 4000 чел. в день.

## История
Основан в 1982 году. Четырежды получал звание «Лучший дендрарий РСФСР». В 1984 году была заложена «Экологическая тропа» с информационными табличками на русском и латинском языках, были обустроенный скамейки, периодически заменяющие на новые, так же обустраиваются дорожки.
На территории дендрария растут больше двухсот видом растений, в том числе и реликтовых. Тихие аллеи, чистый воздух и заботливая тень крон вековых деревьев быстро сделали дендропарк излюбленным местом отдыха. Успокаивающая атмосфера и умиротворяющая тишина притягивают горожан всех возрастов.
Многие верят в исцеляющую силу деревьев, поэтому никого не удивит.-???
Несмотря на объятия, ставшие обычным делом в этих краях,-???  дендрарий — это прежде всего место (природный уголок), призванное сохранить, а позднее и разводить редкие растения. Также нередко создание дендропарков преследовало цель осуществления научной, а также просветительской деятельностью.
Все растения, собранные во владикавказском дендрарии, уникальны. Им необходим уход и бережное отношение.
Парк не стоит на месте, он развивается: регулярно проводятся очистки просек, приобретаются новые представители флоры.
Отсутствие достаточных средств для поддержания парка в идеальном состоянии вызывает некоторые трудности, но энтузиасты и неравнодушные люди из числа сотрудников и простых горожан, стараются переждать непростые времена, поддерживая парк в приемлемом состоянии.
В 2014 году перед Дендрарием, около санатория «Осетия» был основан Терренкур «Нæртон» площадью 57 га с семью скульптурами-персонажами из Нартского эпоса (скульптор — Николай Ходов).

## Биология
Растения
Почвенный покров — серые лесные почвы. В дендрарии произрастают более 200 видов растений, в том числе редкие интродуцированные и реликтовые.
В центральной части растут множество  хвойных деревьев: кипарисовник Лоусона, ель колючая и ель обыкновенная. В остальной части преобладают ясень обыкновенный, акация белая, клён остролистный, клён белый, конский каштан, липа сердцелистная, липа кавказская, сосна обыкновенная, вяз голый, дуб черешчатый, бархат амурский, бук восточный, граб. Некоторые экземпляры ясеня, липы и конского каштана достигают 18 метров, диаметр стволов — от 30 до 60 сантиметров. Дуб красный имеет высоту до 20 метров и диаметр стволов до 70 сантиметров.
Травянистый ярус представлен толстостенковыми и осоковыми сообществами. На участках с избыточным увлажнением произрастают папоротниковые ассоциации. Вдоль главных аллей и хозяйственных построек располагаются газоны с пырейными, плевеловыми и мятликовыми сообществами. Травянистый покров регулярно прокашивается.
На территории дендропарка обитают:
Птицы
Канюк обыкновенный, пустельга обыкновенная, вяхирь, голубь сизый, горлица кольчатая, кукушка обыкновенная, сова ушастая, стриж чёрный, дятел зелёный, дятел пёстрый, поползень, иволга обыкновенная, скворец обыкновенный, сорока, грач, ворона серая, крапивник, сверчок обыкновенный, славка серая, славка черноголовая, пеночка-теньковка, пеночка-весничка, мухоловка малая, мухоловка-белошейка, мухоловка серая, горихвостка обыкновенная, соловей южный, дрозд чёрный, синица большая, лазоревка обыкновенная, воробей домовый, воробей полевой, зяблик, щегол черноголовый, дубонос обыкновенный, овсянка черноголовая, овсянка садовая.
Рептилии
Ящерица прыткая, уж обыкновенный.
Амфибии
Жаба зелёная, квакша Шелковникова.
Млекопитающие
Крот кавказский, ёж белогрудый, бурозубка обыкновенная, соня лесная, соня-полчок, белка обыкновенная, мышь малая, полёвка кустарниковая, куница каменная, ласка.
Редкие виды
Квакша Шелковникова.